# Gao Tianyi
Gao Tianyi (chinesisch: 高天意; Pinyin: Gāo Tiānyì; * 1. Juli 1998 in Dalian) ist ein chinesischer Fußballspieler, der seit 2024 bei Shanghai Shenhua in der Chinese Super League unter Vertrag steht.

## Karriere

### Verein
Gao Tianyi begann seine Profikarriere 2016 beim damaligen chinesischen Zweitligisten FC Shenzhen. Am 13. Februar 2017 wechselte er zum Super-League-Verein Jiangsu Suning. Am 1. März 2017 gab Gao sein Debüt für Jiangsu Suning in der AFC Champions League 2017 gegen Adelaide United, als er in der 80. Minute für Zhang Xiaobin eingewechselt wurde. Sein Debüt in der Chinese Super League gab er am 5. März 2017 bei der 0:4-Auswärtsniederlage gegen Shanghai Shenhua.
In der ersten Zeit bei Jiangsu erhielt er viel Spielzeit, doch in der Saison 2019 der Chinese Super League konnte er nicht mehr die gleiche Anzahl von Spielen bestreiten und wurde zurück nach Shenzhen ausgeliehen. Nach seiner Rückkehr zu Jiangsu kämpfte Gao um mehr Spielzeit und war Teil der Mannschaft, die 2020 den Titel in der Chinese Super League gewann. Am 28. Februar 2021 gab die Muttergesellschaft des Klubs, die Suning Holdings Group, bekannt, dass der Betrieb aufgrund finanzieller Schwierigkeiten sofort eingestellt wird.
Am 16. Februar 2021 gab Beijing Guoan die Verpflichtung von Gao bekannt. Er erhielt das Trikot mit der Nummer 15. Sein Debüt gab er in einem Ligaspiel gegen Shanghai Shenhua am 24. April 2021, das mit einer 1:2-Niederlage endete. Er wechselte drei Jahre später dann zu Shanghai Shenhua.

### Nationalmannschaft
Am 24. März 2022 gab Gao sein A-Länderspieldebüt beim 1:1-Unentschieden gegen Saudi-Arabien in der Qualifikation zur FIFA-Weltmeisterschaft 2022. Er war zudem auch Teil des Kaders während der Fußball-Asienmeisterschaft 2024.

## Erfolge
- Chinese Super League (1. Liga): 2020
- Chinese FA Super Cup: 2023